# Basham Brothers
Palmarès
WWE Tag Team Champions (2 fois) 
OVW Southern Tag Team Champions (1 fois)
Basham Brothers, est une équipe de catch heel formée par Doug Basham et Danny Basham anciennement à la Total Nonstop Action Wrestling (TNA) et World Wrestling Entertainment (WWE).

## Carrière

### World Wrestling Entertainment (2003-2007)

#### SmackDown!
Les Basham Brothers ont fait leur début officiel à la WWE le 29 mai 2003 à SmackDown en battant Rikishi et Spanky. Peu de temps après Shaniqua devenait leur manager. Leur gimmick était à l'origine celle de deux fans sado-masochiste, et Shaniqua était leur dominatrice. Les Bashams, qui étaient (kayfabe) jumeaux, changeaient souvent de places pendant le match, le catcheur « le plus frais » était donc toujours présent sur le ring.
Les Bashams remportaient leur premier WWE Tag Team Championship face à Los Guerreros le 23 octobre 2003 à SmackDown!. L'équipe perdait les titres en février 2004 contre Rikishi et Scotty 2 Hotty. Les Basham Brothers et Shaniqua affrontaient Scotty 2 Hotty et Rikishi à No Way Out 2004 dans un match handicap match pour les titres par équipes mais ils perdaient le match quand Shaniqua subissait le tombé. Juste après ce match les Basham Brothers perdaient leur manager Shaniqua comme elle était envoyée à la OVW pour s'entraîner. Pendant les mois suivants, les Basham Brothers apparaissaient souvent à WWE Velocity et juste à quelques occasions à SmackDown! pour ce qui était souvent des défaites.
Les Basham Brothers rejoignaient le Cabinet de John Bradshaw Layfield le 25 novembre 2004 à SmackDown!. Connus comme les Co-Secretaries of Defense de JBL, leur rôle était de souvent se sacrifier eux-mêmes pour empêcher Layfield d'être mis à mal par ses adversaires. Les Bashams gagnaient de nouveau les titres par équipe face à Rey Mysterio et Rob Van Dam, Luther Reigns et Mark Jindrak, et Eddie Guerrero et Booker T dans un four-way elimination match en janvier 2005. Les Basham Brothers perdaient les titres contre Rey Mysterio et Eddie Guerrero à No Way Out 2005 le 20 février. À partir de ce moment les Bashams soit jobbaient à SmackDown! ou battaient n'importe quelle équipe qui se mettait dans leurs pattes à Velocity. Les Basham Brothers quittaient le Cabinet de Layfield le 16 juin 2005 à SmackDown, affirmant qu'ils étaient fatigués d'être les « essais de crash de JBL » et de ne pas tirer assez de respect.

#### Séparation
Le 30 juin 2005, Danny Basham était l'un des échangés de dernière minute lors du WWE Draft 2005, qui le voyait aller de SmackDown! à RAW. Ceci laissait chaque homme seul en solo dans chaque division de la WWE. Doug deveneait un égoïste appelé The Bash Man, alors que Danny inexplicablement revenait à son personnage sombre à la Raven, The Damaja. Les deux n'ont pas connus de succès et disparaissaient petit à petit des programmes de la WWE fin 2005.

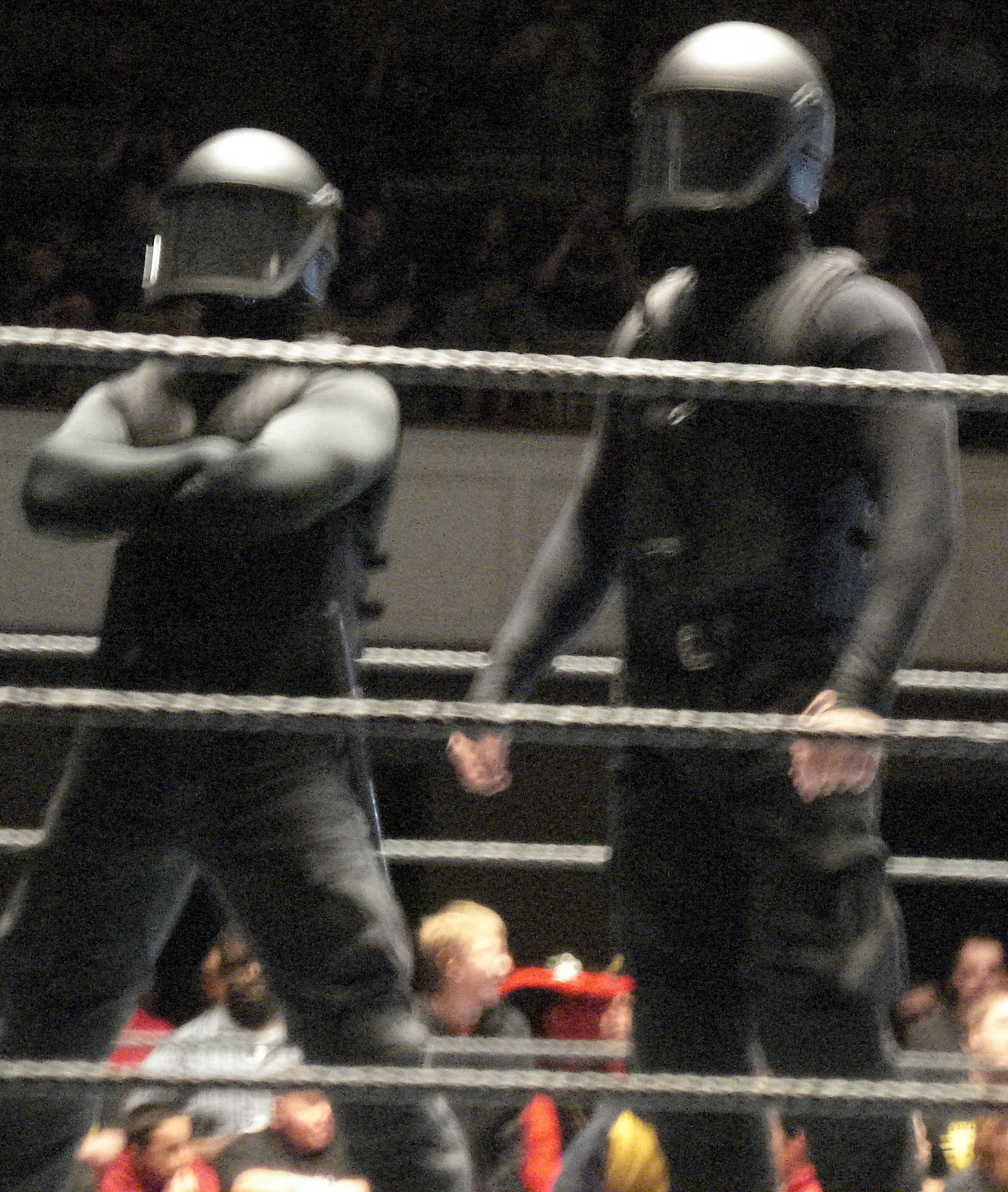
Les Basham Brothers en tant qu'enforcer de Paul Heyman.

#### ECW
Les deux se réunissaient dans la division ECW en juillet 2006 comme les enforcers masqués du leader de la ECW Paul Heyman. D'abord connus comme la Paul Heyman's Personal Enforcers, ils catchaient sous aucune identité, bien qu'ils fussent souvent référés par les fans comme la « Basham Security ». En septembre, Danny souffrait d'une blessure au triceps, et il était remplacé par Derrick Neikirk. L'équipe disparaissait de nouveau peu de temps après qu'Heyman fut retiré des programmes de la WWE en décembre.
Le 18 janvier 2007, les Basham Brothers étaient renvoyés aux côtés d'autres catcheurs par la WWE. Cependant, ils faisaient leur retour à la OVW le 7 mars, quand ils battaient Wyatt Young et Mike Tolar dans un dark match.

### Total Nonstop Action Wrestling (2007)
Doug et Danny faisaient leur première apparition à la Total Nonstop Action Wrestling lors d'un house show le 20 avril 2007 comme des remplaçants surprise d'Abyss qui était blessé. 
Les deux faisaient leur début à Impact! le 10 mai 2007 en tant que Basham et Damaja, attaquant les Voodoo Kin Mafia, en tant que la nouvelle équipe mystère de Christy Hemme. A Sacrifice ils battaient Kip James. 
Le 24 mai à Impact, Basham & Damaja battaient Kip James et Lance Hoyt (qui remplaçait B.G. James, qu'ils ont blessé lors de leur match à Sacrifice). 
A Slammiversary, B.G. et Kip James battaient Basham & Damaja. A Victory Road, Basham & Damaja étaient battus par Voodoo Kin Mafia après que B.G James frappait Damaja avec une chaise et que Kip James faisait le tombé.
En août 2007, l'équipe quitte la TNA.

### New Wrestling Association Puerto Rico (2009-présent)
En janvier 2009, Damaja et Basham signent un contrat avec la NWA Puerto Rico et sont envoyés à la Hardcore Wrestling Entertainment.

## Caractéristiques
- Prises de Doug Basham
  - Prises de finition et favorites
  - Last Impression (Running high jumping leg lariat into a legdrop)
  - Diving headbutt - TNA
  - XTornado (Top rope spinning single arm DDT)
  - Diving leg drop
  - Single-leg boston crab
  - Super sitout spinebuster
  - Suplex powerslam

- Prises de Damaja
  - Brain Damage (Sit-down Chokebomb)
  - Belly to back suplex
  - Bulldog
  - Elevated DDT

- Prises en équipe
  - Double Brain Damage (Aided chokebomb)
  - Ball and Gag[1] (Russian legsweep / clothesline combo)
  - Inverted atomic drop (Damaja) / Last Impression (Basham) combo
  - Meat Curtain (Catapult / diving bulldog combo)
  - Double belly to back superplex

- Managers
  - Shaniqua
  - Amy Weber (dans le Cabinet)
  - Christy Hemme

## Palmarès
- Ohio Valley Wrestling
  - 1 fois OVW Southern Tag Team Champions[3]

- World Wrestling Entertainment
  - 2 fois WWE Tag Team Champions[2]